# Nemognatha gibbifrons
Nemognatha gibbifrons es una especie de coleóptero de la familia Meloidae.

## Distribución geográfica
Habita en Perú.